# Calathea crotalifera
El berijao (Calathea crotalifera) es una especie fanerógama de la familia Marantaceae, nativa de América.   

## Descripción
Son plantas caulescentes, que alcanzan un tamaño de 1.6–3 m de alto. Hojas basales y una caulinar, láminas 33–110 cm de largo y 16–55 cm de ancho, ápice ampliamente redondeado, a veces con una punta pequeña, verdes en la haz (frecuentemente más pálidas a lo largo del nervio principal), gris-verdes en el envés; pulvínulo, pecíolo y vaina verdes. Inflorescencias 2–5 por brote, rectangulares, lateralmente aplanadas, 12–25 cm de largo y 4.5–7.5 cm de ancho, brácteas 16–36, dísticas, persistentes, erectas, conduplicadamente dobladas, lustrosas, subglabras centralmente en la superficie externa, los márgenes menudamente pilosos, amarillas, amarillo-verdes o bronceadas, flores abiertas, amarillo-anaranjadas o con estaminodios exteriores lilas; sépalos 15–21 mm de largo; tubo de la corola 31–36 mm de largo. Cápsulas obovoides, redondeadas, amarillas, sépalos persistentes; semillas azul obscuras.

## Distribución y hábitat
Es una especie común, en bosques húmedos, frecuentemente en zonas alteradas en la zona atlántica; a una altitud de 10–900 metros; fl y fr may–nov (feb); desde México a Perú. Las hojas a veces se usan para envolver tamales.

## Taxonomía
Calathea crotalifera fue descrita por Sereno Watson y publicado en Proceedings of the American Academy of Arts and Sciences 24: 86. 1889.
Sinonimia
- Calathea insignis Petersen
- Calathea insignis Petersen ex Eggers
- Calathea quadratispica Woodson
- Calathea sclerobractea K.Schum.
- Phyllodes insigne (Petersen) Kuntze
- Phyllodes insignis (Petersen) Kuntze[2][3]